# Asplenium toramanum
Asplenium toramanum là một loài thực vật có mạch trong họ Aspleniaceae. Loài này được Makino miêu tả khoa học đầu tiên năm 1899.